# Svjetsko prvenstvo u plivanju 2005.
Svjetsko prvenstvo u plivanju 2005. se održalo od 16. srpnja do 31. srpnja 2005. godine u kanadskom gradu Montréalu kao jedan od dijelova XI. svjetskog prvenstva u vodenim sportovima.

## Pojedinačna natjecanja

### Slobodni stil

#### 50 m slobodno
| Mjesto | Država     | Plivač               | Vrijeme    |
| ------ | ---------- | -------------------- | ---------- |
| 1.     | JAR        | Roland Mark Schoeman | 21,69 (CR) |
| 2.     | Hrvatska   | Duje Draganja        | 21,89      |
| 3.     | Poljska    | Bartosz Kizierowski  | 21,94      |
| 4.     | Alžir      | Salim Iles           | 22,15      |
| 5.     | Rusija     | Andrei Kapralow      | 22,16      |
| 6.     | SAD        | Nicholas Brunelli    | 22,25      |
| 7.     | Francuska  | Frederick Bousquet   | 22,44      |
| 8.     | Španjolska | Eduard Lorente       | 22,46      |

| Mjesto | Država      | Plivačica           | Vrijeme |
| ------ | ----------- | ------------------- | ------- |
| 1.     | Australija  | Lisbeth Lenton      | 24,59   |
| 2.     | Nizozemska  | Marleen Veldhuis    | 24,83   |
| 3.     | NR Kina     | Yingwen Zhu         | 24,91   |
| 4.     | Švedska     | Therese Alshammar   | 24,96   |
| 5.     | Australija  | Alice Mills         | 25,02   |
| 6.     | Bjelorusija | Swjatlana Chachlowa | 25,17   |
| 7.     | SAD         | Lynn Kara Joyce     | 25,36   |
| 8.     | Estonija    | Jana Kolukanova     | 25,56   |

#### 100 m slobodno
| Mjesto | Država    | Plivač               | Vrijeme    |
| ------ | --------- | -------------------- | ---------- |
| 1.     | Italija   | Filippo Magnini      | 48,12 (CR) |
| 2.     | JAR       | Roland Mark Schoeman | 48,28      |
| 3.     | JAR       | Ryk Neethling        | 48,34      |
| 4.     | SAD       | Jason Lezak          | 48,74      |
| 5.     | Hrvatska  | Duje Draganja        | 48,89      |
| 6.     | Kanada    | Brent Hayden         | 48,92      |
| 7.     | SAD       | Michael Phelps       | 48,99      |
| 8.     | Francuska | Amaury Leveaux       | 49,55      |

| Mjesto | Država     | Plivačica              | Vrijeme (s) |
| ------ | ---------- | ---------------------- | ----------- |
| 1.     | Australija | Jodie Henry            | 54,18       |
| 2.     | Francuska  | Malia Metella          | 54,74       |
|        | SAD        | Natalie Coughlin       | 54,74       |
| 4.     | SAD        | Amanda Weir            | 54,77       |
| 5.     | Nizozemska | Marleen Veldhuis       | 54,90       |
| 6.     | Australija | Alice Mills            | 54,92       |
| 7.     | Grčka      | Nery-Mantey Niangkouar | 54,93       |
| 8.     | Njemačka   | Daniela Götz           | 55,27       |

#### 200 m slobodno
| Mjesto | Država     | Plivač             | Vrijeme (min) |
| ------ | ---------- | ------------------ | ------------- |
| 1.     | SAD        | Michael Phelps     | 1:45,20       |
| 2.     | Australija | Grant Hackett      | 1:46,14       |
| 3.     | JAR        | Ryk Neethling      | 1:46,63       |
| 4.     | Kanada     | Brent Hayden       | 1:46,85       |
| 5.     | Australija | Nicholas Sprenger  | 1:47,09       |
| 6.     | SAD        | Peter Vanderkaay   | 1:47,25       |
| 7.     | Italija    | Emiliano Brembilla | 1:47,63       |
| 8.     | NR Kina    | Zhang Lin          | 1:49,45       |

| Mjesto | Država                 | Plivačica           | Vrijeme (min) |
| ------ | ---------------------- | ------------------- | ------------- |
| 1.     | Francuska              | Solenne Figuès      | 1:58,60       |
| 2.     | Italija                | Federica Pellegrini | 1:58,73       |
| 3.     | NR Kina                | Yu Yang             | 1:59,08       |
|        | Švedska                | Josefin Lillhage    | 1:59,08       |
| 5.     | Slovenija              | Sara Isakovič       | 1:59,23       |
| 6.     | Poljska                | Paulina Barzycka    | 1:59,34       |
| 7.     | Ujedinjeno Kraljevstvo | Melanie Marshall    | 1:59,36       |
| 8.     | Australija             | Linda MacKenzie     | 2:00,02       |

#### 400 m slobodno
| Mjesto | Država     | Plivač                | Vrijeme |
| ------ | ---------- | --------------------- | ------- |
| 1.     | Australija | Grant Hackett         | 3:42,91 |
| 2.     | Rusija     | Juri Prilukow         | 3:44,44 |
| 3.     | Tunis      | Oussama Mellouli      | 3:46,08 |
| 4.     | Italija    | Massimiliano Rosolino | 3:46,91 |
| 5.     | Rumunjska  | Dragoş Coman          | 3:47,15 |
| 6.     | SAD        | Peter Vanderkaay      | 3:47,83 |
| 7.     | Japan      | Takeshi Matsuda       | 3:48,60 |
| 8.     | Francuska  | Nicolas Rostoucher    | 3:50,51 |

| Mjesto | Država                 | Plivačica          | Vrijeme (min) |
| ------ | ---------------------- | ------------------ | ------------- |
| 1.     | Francuska              | Laure Manaudou     | 4:06,44       |
| 2.     | Japan                  | Ai Shibata         | 4:06,74       |
| 3.     | Ujedinjeno Kraljevstvo | Caitlin McClatchey | 4:07,25       |
| 4.     | Kanada                 | Brittany Reimer    | 4:07,36       |
| 5.     | Rumunjska              | Camelia Potec      | 4:08,06       |
| 6.     | Australija             | Linda MacKenzie    | 4:08,75       |
| 7.     | Ujedinjeno Kraljevstvo | Joanne Jackson     | 4:08,88       |
| 8.     | Kostarika              | Claudia Poll       | 4:10,02       |

#### 800 m slobodno
| Mjesto | Država                 | Plivač              | Vrijeme (min) |
| ------ | ---------------------- | ------------------- | ------------- |
| 1.     | Australija             | Grant Hackett       | 7:38,65 (WR)  |
| 2.     | SAD                    | Larsen Jensen       | 7:45,63       |
| 3.     | Rusija                 | Juri Prilukow       | 7:46,64       |
| 4.     | Poljska                | Przemysław Stańczyk | 7:50,83       |
| 5.     | Tunis                  | Oussama Mellouli    | 7:51,03       |
| 6.     | Ujedinjeno Kraljevstvo | David Davies        | 7:51,54       |
| 7.     | Poljska                | Łukasz Drzewiński   | 7:58,62       |
| 8.     | Francuska              | Sebastién Rouault   | 8:03,52       |

| Mjesto | Država                 | Plivačica        | Vrijeme (min) |
| ------ | ---------------------- | ---------------- | ------------- |
| 1.     | SAD                    | Kate Ziegler     | 8:25,31       |
| 2.     | Kanada                 | Brittany Reimer  | 8:27,59       |
| 3.     | Japan                  | Ai Shibata       | 8:27,86       |
| 4.     | Švicarska              | Flavia Rigamonti | 8:28,74       |
| 5.     | Rumunjska              | Camelia Potec    | 8:34,40       |
| 6.     | Španjolska             | Erika Villaecija | 8:36,34       |
| 7.     | Ujedinjeno Kraljevstvo | Rebecca Cooke    | 8:37,98       |
| 8.     | Njemačka               | Jana Henke       | 8:38,23       |

#### 1500 m slobodno
| Mjesto | Država                 | Plivač              | Vrijeme (min) |
| ------ | ---------------------- | ------------------- | ------------- |
| 1.     | Australija             | Grant Hackett       | 14:42,58      |
| 2.     | SAD                    | Larsen Jensen       | 14:47,58      |
| 3.     | Ujedinjeno Kraljevstvo | David Davies        | 14:48,11      |
| 4.     | Rusija                 | Juri Prilukow       | 14:51,62      |
| 5.     | Poljska                | Mateusz Sawrymowicz | 14:59,38      |
| 6.     | NR Kina                | Lin Zhang           | 15:09,79      |
| 7.     | Francuska              | Sebastién Rouault   | 15:09,84      |
| 8.     | Njemačka               | Christian Hein      | 15:14,91      |

| Mjesto | Država                 | Plivač           | Vrijeme (min) |
| ------ | ---------------------- | ---------------- | ------------- |
| 1.     | SAD                    | Kate Ziegler     | 16:00,41      |
| 2.     | Švicarska              | Flavia Rigamonti | 16:04,34      |
| 3.     | Kanada                 | Brittany Reimer  | 16:07,73      |
| 4.     | SAD                    | Laura Conway     | 16:17,17      |
| 5.     | Njemačka               | Jana Henke       | 16:17,89      |
| 6.     | Španjolska             | Erika Villaecija | 16:17,92      |
| 7.     | Ujedinjeno Kraljevstvo | Rebecca Cooke    | 16:23,25      |
| 8.     | Japan                  | Yumi Kida        | 16:23,89      |

### Leđni stil

#### 50 m leđno
| Mjesto | Država                 | Plivač                 | Vrijeme (s) |
| ------ | ---------------------- | ---------------------- | ----------- |
| 1.     | Grčka                  | Aristeidis Grigoriadis | 24,95       |
| 2.     | Australija             | Matt Welsh             | 24,99       |
| 3.     | Ujedinjeno Kraljevstvo | Liam Tancock           | 25,02       |
| 4.     | SAD                    | Randall Bal            | 25,23       |
| 5.     | SAD                    | Aaron Peirsol          | 25,30       |
| 6.     | Njemačka               | Thomas Rupprath        | 25,38       |
| 7.     | Japan                  | Junichi Miyashita      | 25,85       |
| 8.     | Njemačka               | Marco di Carli         | 26,48       |

| Mjesto | Država       | Plivačica          | Vrijeme (s) |
| ------ | ------------ | ------------------ | ----------- |
| 1.     | Australija   | Giaan Rooney       | 28,63       |
| 2.     | NR Kina      | Chang Gao          | 28,69       |
| 3.     | Njemačka     | Antje Buschschulte | 28,72       |
| 4.     | Japan        | Mai Nakamura       | 28,86       |
| 5.     | Australija   | Sophie Edington    | 28,87       |
| 6.     | Njemačka     | Janine Pietsch     | 28,88       |
| 7.     | Novi Zeland  | Hannah McLean      | 28,90       |
| 8.     | Južna Koreja | Nam-Eun Lee        | 29,35       |

#### 100 m leđno
| Mjesto | Država    | Plivač                 | Vrijeme (s) |
| ------ | --------- | ---------------------- | ----------- |
| 1.     | SAD       | Aaron Peirsol          | 53,62       |
| 2.     | SAD       | Randall Bal            | 54,02       |
| 3.     | Mađarska  | László Cseh            | 54,27       |
| 4.     | Japan     | Tomomi Morita          | 54,31       |
| 5.     | Rusija    | Arkadi Wjattschanin    | 54,50       |
| 6.     | Grčka     | Aristeidis Grigoriadis | 54,61       |
| 7.     | Austrija  | Markus Rogan           | 54,81       |
| 8.     | Slovenija | Blaž Medvešek          | 55,13       |

| Mjesto | Država      | Plivačica          | Vrijeme (min) |
| ------ | ----------- | ------------------ | ------------- |
| 1.     | Zimbabve    | Kirsty Coventry    | 1:00,24       |
| 2.     | Njemačka    | Antje Buschschulte | 1:00,84       |
| 3.     | SAD         | Natalie Coughlin   | 1:00,88       |
| 4.     | Japan       | Reika Nakamura     | 1:01,00       |
| 5.     | Novi Zeland | Hannah McLean      | 1:01,16       |
| 6.     | Japan       | Hanae Ito          | 1:01,25       |
| 7.     | Danska      | Louise Ørnstedt    | 1:01,36       |
| 8.     | Australija  | Sophie Edington    | 1:01,97       |

#### 200 m leđno
| Mjesto | Država    | Plivač              | Vrijeme (min) |
| ------ | --------- | ------------------- | ------------- |
| 1.     | SAD       | Aaron Peirsol       | 1:54,66 (WR)  |
| 2.     | Austrija  | Markus Rogan        | 1:56,63       |
| 3.     | SAD       | Ryan Lochte         | 1:57,00       |
| 4.     | Rumunjska | Răzvan Florea       | 1:57,03       |
| 5.     | Japan     | Takashi Nakano      | 1:58,03       |
| 6.     | Hrvatska  | Gordan Kožulj       | 1:58,28       |
| 7.     | Rusija    | Arkadi Wjattschanin | 1:59,02       |
| 8.     | Japan     | Tomomi Morita       | 1:59,34       |

| Mjesto | Država   | Plivačica            | Vrijeme (min) |
| ------ | -------- | -------------------- | ------------- |
| 1.     | Zimbabve | Kirsty Coventry      | 2:08,52       |
| 2.     | SAD      | Margaret Hoelzer     | 2:09,94       |
| 3.     | Japan    | Reiko Nakamura       | 2:10,41       |
| 4.     | Japan    | Hanae Ito            | 2:10,98       |
| 5.     | Italija  | Alessia Filippi      | 2:11,44       |
| 6.     | Rusija   | Stanislawa Kormarowa | 2:12,03       |
| 7.     | Danska   | Louise Ørnstedt      | 2:12,93       |
| 8.     | NR Kina  | Jing Zhao            | 2:13,10\|}    |

### Prsni stil

#### 50 m prsno
| Mjesto | Država                 | Plivač          | Vrijeme (s) |
| ------ | ---------------------- | --------------- | ----------- |
| 1.     | Njemačka               | Mark Warnecke   | 27,63       |
| 2.     | SAD                    | Mark Gangloff   | 27,71       |
| 3.     | Japan                  | Kōsuke Kitajima | 27,78       |
| 4.     | Francuska              | Hugues Duboscq  | 27,87       |
| 5.     | Ujedinjeno Kraljevstvo | Chris Cook      | 28,00       |
| 6.     | Ukrajina               | Walerij Dymo    | 28,03       |
|        | Slovenija              | Emil Tahirovič  | 28,03       |
| 8.     | Australija             | Brenton Rickart | 28,27       |

| Mjesto | Država                 | Plivačica      | Vrijeme (s) |
| ------ | ---------------------- | -------------- | ----------- |
| 1.     | Australija             | Jade Edmistone | 30,45 (WR)  |
| 2.     | SAD                    | Jessica Hardy  | 30,85       |
| 3.     | Australija             | Brooke Hanson  | 30,89       |
| 4.     | SAD                    | Tara Kirk      | 31,38       |
| 5.     | Novi Zeland            | Zoe Baker      | 31,43       |
| 6.     | Ujedinjeno Kraljevstvo | Kate Haywood   | 31,49       |
| 7.     | NR Kina                | Xuejuan Luo    | 31,50       |
| 8.     | Njemačka               | Janne Schäfer  | 32,45       |

#### 100 m prsno
| Mjesto | Država                 | Plivač             | Vrijeme (min) |
| ------ | ---------------------- | ------------------ | ------------- |
| 1.     | SAD                    | Brendan Hansen     | 59,37 (CR)    |
| 2.     | Japan                  | Kōsuke Kitajima    | 59,53         |
| 3.     | Francuska              | Hugues Duboscq     | 1:00,20       |
| 4.     | Ukrajina               | Oleh Lissohor      | 1:00,36       |
| 5.     | Rusija                 | Dmitri Komornikow  | 1:00,66       |
| 6.     | Ujedinjeno Kraljevstvo | Chris Cook         | 1:00,99       |
| 7.     | Norveška               | Alexander Dale Oen | 1:01,29       |
| 8.     | Slovenija              | Emil Tahirovič     | 1:01,33       |

| Mjesto | Država     | Plivačica         | Vrijeme (min) |
| ------ | ---------- | ----------------- | ------------- |
| 1.     | Australija | Leisel Jones      | 1:06,25       |
| 2.     | SAD        | Jessica Hardy     | 1:06,62       |
| 3.     | SAD        | Tara Kirk         | 1:07,43       |
| 4.     | NR Kina    | Luo Xuejuan       | 1:07,60       |
| 5.     | Australija | Brooke Hanson     | 1:08,07       |
| 6.     | JAR        | Suzaan van Biljon | 1:08,38       |
| 7.     | Njemačka   | Sarah Poewe       | 1:08,47       |
| 8.     | Italija    | Chiara Boggliatto | 1:08,98       |

#### 200 m prsno
| Mjesto | Država     | Plivač             | Vrijeme (min) |
| ------ | ---------- | ------------------ | ------------- |
| 1.     | SAD        | Brendan Hansen     | 2:09,85       |
| 2.     | Kanada     | Mike Brown         | 2:11,22       |
| 3.     | Japan      | Genki Imamura      | 2:11,54       |
| 4.     | Australija | Jim Piper          | 2:12,42       |
| 5.     | Poljska    | Sławomir Kuczko    | 2:12,44       |
| 6.     | Rusija     | Grigori Falko      | 2:12,51       |
| 7.     | Italija    | Loris Facci        | 2:12,62       |
| 8.     | Kazahstan  | Vladislav Poljakow | 2:12,72       |

| Mjesto | Država     | Plivačica         | Vrijeme (min) |
| ------ | ---------- | ----------------- | ------------- |
| 1.     | Australija | Leisel Jones      | 2:21,72 (WR)  |
| 2.     | Njemačka   | Anne Polleska     | 2:25,84       |
| 3.     | Austrija   | Mirna Jukic       | 2:27,11       |
| 4.     | Japan      | Megumi Taneda     | 2:27,65       |
| 5.     | Poljska    | Katarzyna Dulian  | 2:27,85       |
| 6.     | SAD        | Tara Kirk         | 2:28,60       |
|        | SAD        | Kristen Caverly   | 2:28,60       |
| 8.     | JAR        | Suzaan van Biljon | 2:29,44       |

### Leptir stil

#### 50 m leptir
| Mjesto | Država   | Plivač               | Vrijeme (s) |
| ------ | -------- | -------------------- | ----------- |
| 1.     | JAR      | Roland Mark Schoeman | 22,96 (WR)  |
| 2.     | SAD      | Ian Crocker          | 23,12       |
| 3.     | Ukrajina | Serhij Breus         | 23,38       |
| 4.     | JAR      | Ryk Neethling        | 23,48       |
| 5.     | Brazil   | Fernando Scherer     | 23,74       |
| 6.     | Rusija   | Jewgeni Korotischkin | 23,84       |
| 7.     | Hrvatska | Duje Draganja        | 23,96       |
| 8.     | Kanada   | Mike Mintenko        | 23,99       |

| Mjesto | Država      | Plivačica             | Vrijeme (s) |
| ------ | ----------- | --------------------- | ----------- |
| 1.     | Australija  | Danni Miatke          | 26,11       |
| 2.     | Švedska     | Anna-Karin Kämmerling | 26,36       |
| 3.     | Švedska     | Therese Alshammar     | 26,39       |
| 4.     | Austrija    | Fabienne Nadarajah    | 26,50       |
| 5.     | Njemačka    | Antje Buschschulte    | 26,55       |
| 6.     | SAD         | Natalie Coughlin      | 26,63       |
| 7.     | Nizozemska  | Inge Dekker           | 26,93       |
| 8.     | Novi Zeland | Elizabeth Coster      | 27,23       |

#### 100 m leptir
| Mjesto | Država   | Plivač               | Vrijeme (s) |
| ------ | -------- | -------------------- | ----------- |
| 1.     | SAD      | Ian Crocker          | 50,40 (WR)  |
| 2.     | SAD      | Michael Phelps       | 51,65       |
| 3.     | Ukrajina | Andrij Serdinow      | 52,08       |
| 4.     | Rusija   | Igor Martschenko     | 52,35       |
| 5.     | Rusija   | Jewgeni Korotischkin | 52,87       |
|        | Kanada   | Mike Mintenko        | 52,87       |
| 7.     | Brazil   | Kaio Almeida         | 53,13       |
| 8.     | Japan    | Ryo Takayasu         | 53,28       |

| Mjesto | Država     | Plivačica          | Vrijeme (s) |
| ------ | ---------- | ------------------ | ----------- |
| 1.     | Australija | Jessicah Schipper  | 57,23 (CR)  |
| 2.     | Australija | Lisbeth Lenton     | 57,37       |
| 3.     | Poljska    | Otylia Jędrzejczak | 58,57       |
| 4.     | SAD        | Rachel Komisarz    | 58,80       |
| 5.     | SAD        | Mary Descenza      | 58,87       |
| 6.     | Nizozemska | Inge Dekker        | 59,01       |
| 7.     | Slovačka   | Martina Moravcová  | 59,25       |
| 8.     | NR Kina    | Zhou Yafei         | 59,42       |

#### 200 m leptir
| Mjesto | Država   | Plivač             | Vrijeme (min) |
| ------ | -------- | ------------------ | ------------- |
| 1.     | Poljska  | Paweł Korzeniowski | 1:55,02       |
| 2.     | Japan    | Takeshi Matsuda    | 1:55,62       |
| 3.     | NR Kina  | Peng Wu            | 1:56,50       |
| 4.     | SAD      | Davis Tarwater     | 1:56,74       |
| 5.     | Rusija   | Nikolai Skworzow   | 1:57,04       |
|        | Japan    | Ryuichi Shibata    | 1:57,04       |
| 7.     | Njemačka | Helge Meeuw        | 1:57,67       |
| 8.     | Grčka    | Ioannis Drymonakos | 1:57,71       |

| Mjesto | Država     | Plivačica           | Vrijeme (min) |
| ------ | ---------- | ------------------- | ------------- |
| 1.     | Poljska    | Otylia Jędrzejczak  | 2:05,61 (WR)  |
| 2.     | Australija | Jessicah Schipper   | 2:05,65       |
| 3.     | Japan      | Yuko Nakanishi      | 2:09,40       |
| 4.     | Italija    | Caterina Giacchetti | 2:10,03       |
| 5.     | Australija | Felicity Galvez     | 2:10,35       |
| 6.     | SAD        | Mary Descenza       | 2:10,44       |
| 7.     | Njemačka   | Annika Mehlhorn     | 2:10,61       |
| 8.     | Japan      | Yurie Yano          | 2:10,89       |

### Mješovito

#### 200 m mješovito
| Mjesto | Država      | Plivač              | Vrijeme (min) |
| ------ | ----------- | ------------------- | ------------- |
| 1.     | SAD         | Michael Phelps      | 1:56,68       |
| 2.     | Mađarska    | László Cseh         | 1:57,61       |
| 3.     | SAD         | Ryan Lochte         | 1:57,79       |
| 4.     | Italija     | Alessio Boggiatto   | 2:00,28       |
| 5.     | Japan       | Hidemasa Sano       | 2:00,70       |
| 6.     | Litva       | Vytautas Janušaitis | 2:00,78       |
| 7.     | Rusija      | Igor Beresuzki      | 2:01,43       |
| 8.     | Novi Zeland | Dean Kent           | 2:01,81       |

| Mjesto | Država     | Plivačica            | Vrijeme (min) |
| ------ | ---------- | -------------------- | ------------- |
| 1.     | SAD        | Katie Hoff           | 2:10,41 (CR)  |
| 2.     | Zimbabve   | Kirsty Coventry      | 2:11,13       |
| 3.     | Australija | Lara Carroll         | 2:13,32       |
| 4.     | SAD        | Whitney Myers        | 2:13,90       |
| 5.     | Poljska    | Katarzyna Baranowska | 2:14,39       |
| 6.     | Australija | Brooke Hanson        | 2:14,70       |
| 7.     | Japan      | Maiko Fujino         | 2:15,27       |
| 8.     | Mađarska   | Zsuzsanna Jakabos    | 2:16,09       |

#### 400 m mješovito
| Mjesto | Država   | Plivač             | Vrijeme (min) |
| ------ | -------- | ------------------ | ------------- |
| 1.     | Mađarska | László Cseh        | 4:09,63       |
| 2.     | Italija  | Luca Marin         | 4:11,67       |
| 3.     | Tunis    | Oussama Mellouli   | 4:13,47       |
| 4.     | Italija  | Alessio Boggiatto  | 4:13,48       |
| 5.     | SAD      | Ryan Lochte        | 4:13,67       |
| 6.     | Japan    | Hidemasa Sano      | 4:17,72       |
| 7.     | SAD      | Robert Margalis    | 4:17,93       |
| 8.     | Grčka    | Ioannis Drymonakos | 4:19,12       |

| Mjesto | Država     | Plivačica         | Vrijeme (min) |
| ------ | ---------- | ----------------- | ------------- |
| 1.     | SAD        | Katie Hoff        | 4:36,07 (CR)  |
| 2.     | Zimbabve   | Kirsty Coventry   | 4:39,72       |
| 3.     | SAD        | Kaitlin Sandeno   | 4:40,85       |
| 4.     | Australija | Lara Carroll      | 4:42,25       |
| 5.     | Japan      | Maiko Fujino      | 4:42,68       |
| 6.     | Argentina  | Georgina Bardach  | 4:43,60       |
| 7.     | Mađarska   | Éva Risztov       | 4:43,68       |
| 8.     | Mađarska   | Zsuzsanna Jakabos | 4:44,65       |

## Štafetna natjecanja

### 4x100 m slobodno
| Mjesto | Država     | Plivači                                                        | Vrijeme (min) |
| ------ | ---------- | -------------------------------------------------------------- | ------------- |
| 1.     | SAD        | - Michael Phelps - Neil Walker - Nate Dusing - Jason Lezak     | 3:13,77 (CR)  |
| 2.     | Kanada     | - Yannick Lupien - Rick Say - Mike Mintenko - Brent Hayden     | 3:16,44       |
| 3.     | Australija | - Michael Klim - Andrew Mewing - Leith Brodie - Patrick Murphy | 3:17,56       |
| 4.     | Litva      |                                                                | 3:17,89       |
| 5.     | Švedska    |                                                                | 3:17,95       |
| 6.     | Njemačka   |                                                                | 3:18,12       |
| 7.     | Rusija     |                                                                | 3:18,44       |
| 8.     | Nizozemska |                                                                | 3:19,34       |

| Mjesto | Država      | Plivačice                                                           | Vrijeme (min) |
| ------ | ----------- | ------------------------------------------------------------------- | ------------- |
| 1.     | Australija  | - Jodie Henry - Alice Mills - Shayne Reese - Lisbeth Lenton         | 3:37,32 (CR)  |
| 2.     | Njemačka    | - Petra Dallmann - Antje Buschschulte - Annika Liebs - Daniela Götz | 3:38,24       |
| 3.     | SAD         | - Natalie Coughlin - Kara Lynn Joyce - Lacey Nymeyer - Amanda Weir  | 3:38,31       |
| 4.     | Nizozemska  |                                                                     | 3:39,37       |
| 5.     | Francuska   |                                                                     | 3:39,45       |
| 6.     | NR Kina     |                                                                     | 3:42,10       |
| 7.     | Švedska     |                                                                     | 3:42,93       |
| 8.     | Novi Zeland |                                                                     | 3:44,84       |

### 4x200 m slobodno
| Mjesto | Država     | Plivači                                                              | Vrijeme (min) |
| ------ | ---------- | -------------------------------------------------------------------- | ------------- |
| 1.     | SAD        | - Michael Phelps - Ryan Lochte - Peter Vanderkaay - Klete Keller     | 7:06,58       |
| 2.     | Kanada     | - Brent Hayden - Colin Russell - Rick Say - Andrew Hurd              | 7:09,73       |
| 3.     | Australija | - Nicholas Sprenger - Patrick Murphy - Andrew Mewing - Grant Hackett | 7:10,59       |
| 4.     | Italija    |                                                                      | 7:12,81       |
| 5.     | Japan      |                                                                      | 7:13,60       |
| 6.     | Rusija     |                                                                      | 7:17,09       |
| 7.     | Njemačka   |                                                                      | 7:17,52       |
| 8.     | Grčka      |                                                                      | 7:20,04       |

| Mjesto | Država                 | Plivačice                                                          | Vrijeme (min) |
| ------ | ---------------------- | ------------------------------------------------------------------ | ------------- |
| 1.     | SAD                    | - Natalie Coughlin - Katie Hoff - Whitney Myers - Kaitlin Sandeno  | 7:53,70 (CR)  |
| 2.     | Australija             | - Lisbeth Lenton - Shayne Reese - Bronte Barratt - Linda Mackenzie | 7:54,06       |
| 3.     | NR Kina                | - Zhu Yingwen - Pang Jiaying - Zhou Yafei - Yang Yu                | 7:57,29       |
| 4.     | Ujedinjeno Kraljevstvo |                                                                    | 7:59,04       |
| 5.     | Francuska              |                                                                    | 8:01,43       |
| 6.     | Japan                  |                                                                    | 8:04,20       |
| 7.     | Kanada                 |                                                                    | 8:07,65       |
| 8.     | Novi Zeland            |                                                                    | 8:07,95       |

### 4x100 m mješovito
| Mjesto | Država      | Plivači                                                                        | Vrijeme (min) |
| ------ | ----------- | ------------------------------------------------------------------------------ | ------------- |
| 1.     | SAD         | - Aaron Peirsol - Brendan Hansen - Ian Crocker - Jason Lezak                   | 3:31,85       |
| 2.     | Rusija      | - Arkadi Wjattschanin - Dmitri Komornikow - Igor Martschenko - Andrei Kapralow | 3:35,08       |
| 3.     | Japan       | - Tomomi Morita - Kōsuke Kitajima - Ryo Takayasu - Daisuke Hosokawa            | 3:35,40       |
| 4.     | Njemačka    |                                                                                | 3:37,32       |
| 5.     | Francuska   |                                                                                | 3:37,60       |
| 6.     | Australija  |                                                                                | 3:38,13       |
| 7.     | Slovenija   |                                                                                | DSQ           |
|        | Novi Zeland |                                                                                | DSQ           |

| Mjesto | Država     | Plivačice                                                             | Vrijeme (min) |
| ------ | ---------- | --------------------------------------------------------------------- | ------------- |
| 1.     | Australija | - Sophie Edington - Leisel Jones - Jessicah Schipper - Lisbeth Lenton | 3:57,47 (CR)  |
| 2.     | SAD        | - Natalie Coughlin - Jessica Hardy - Rachel Komisarz - Amanda Weir    | 3:59,92       |
| 3.     | Njemačka   | - Antje Buschschulte - Sarah Poewe - Annika Mehlhorn - Daniela Götz   | 4:02,51       |
| 4.     | NR Kina    |                                                                       | 4:02,80       |
| 5.     | Italija    |                                                                       | 4:04,90       |
| 6.     | Poljska    |                                                                       | 4:05,08       |
| 7.     | Japan      |                                                                       | 4:06,85       |
| 8.     | Rusija     |                                                                       | DSQ           |

## Objašnjenje kratica
- AF = Afrički rekord
- AM = Američki rekord
- AS = Azijski rekord
- ER = Europski rekord
- OC = Oceanijski rekord
- OR = Olimpijski rekord
- WR = Svjetski rekord